# Игуманија Ирина (Ђорђић)
Ирина (световно Мира Ђорђић;  Шабац, 14. мај 1977) православна је монахиња и бивша игуманија Манастира Грабовац.

## Биографија
Рођена је 1977. године у Шапцу, где је завршила основну школу и гимназију, а на Факултету природно-математичких наука у Београду студирала математику, информатику и рачунарство. Потом је завршила студије теологије на Богословском факултету у Атини, 2006. године, са највишом оценом, да би на њему и магистрирала на тему светог Григорија Богослова 2010. године. Једна је од теолошки најобразованијих монахиња данас у Српској православној цркви. У манастиру Грабовцу је од 2011. године, чија је данас игуманија. Њеним старањем овај манастир, подигнут у време краља Драгутина 1280. године, а потом кроз векове српске историје, посебно у време турске владавине и у комунистичко доба, више пута разаран и девастиран, добио је конак, а с тим и заживео пуни монашки живот у њему.